# 白鬚駅
白鬚駅（しらひげえき）は、かつて滋賀県高島郡高島町大字鵜川（現在の高島市鵜川）にあった江若鉄道の駅（廃駅）。全国の白鬚社の総本社である白鬚神社の南隣にあった。
駅は琵琶湖の西岸を走る江若鉄道の線路が最も湖岸に接近する区間にあり、湖上に建つ白鬚神社の大鳥居を脇に見ながら湖のすぐそばを列車が走り抜けるという、沿線有数の風光明媚な光景を見ることができた。

## 歴史
白鬚駅は1927年（昭和2年）、江若鉄道の北小松駅 - 大溝駅間が開通したのに合わせて開業した。鉄道の建設に際し、当駅前後の区間は琵琶湖に面した白鬚神社の前を通る県道（のちに国道161号となる）の、さらに湖岸寄りを埋め立てて線路を敷設。そのため当駅前後の区間は、江若鉄道の中で最も琵琶湖に接近する区間となった。
琵琶湖に面する白鬚神社はその立地からかつては船による参拝が一般的（湖中に立つ鳥居はその目印）であったが、当駅の開業以後は鉄道を利用しての参拝に取って代わり、当駅は神社参拝の玄関口としての役割を担った。9月に神社で行われる「なるこ参り」の際には一年で最も多くの参拝者が訪れ、駅周辺は出店などで大いに賑わった。
江若鉄道は1969年（昭和44年）10月31日をもって営業を終了し、当駅も翌11月1日に廃止された。

### 年表
- 1927年（昭和2年）12月15日：北小松駅から大溝駅までの区間の開通に伴い、滋賀郡小松村に開業[9][10]。
- 1969年（昭和44年）11月1日：駅廃止[9]。

## 駅構造
白鬚駅は旅客と貨物の両方を取り扱うことができた一般駅。ホームは線路の片側（近江今津方面に向かって左側）に1面のみであった（単式ホーム）。当初は列車交換が可能であったが、線路が撤去された結果列車交換ができない棒線駅となっている。普段は無人駅であったが、なるこ参りの際には駅員が配置され、臨時の乗降口を設けて乗客をさばいていた。
駅舎があり、その入り口には唐破風の屋根が取り付けられていた。白鬚神社のすぐ近くにあることから、神社建築をモチーフにしたものとされる。末期には存在しなかったが、かつては浜大津方のカーブ付近に腕木式信号機が設置されていた。
| ← 浜大津 方面                   | 白髭駅 配線略図 | → 近江今津 方面 |
| 凡例 出典: 破線は撤去された配線 |                 |                 |

## 利用状況
初期の年間乗降客数・貨物取扱量の状況は以下の通り。
| 年間の旅客および貨物の取扱量 | 年間の旅客および貨物の取扱量 | 年間の旅客および貨物の取扱量 | 年間の旅客および貨物の取扱量 | 年間の旅客および貨物の取扱量 | 年間の旅客および貨物の取扱量 |
| 年                           | 旅客                         | 旅客                         | 貨物                         | 貨物                         | 出典                         |
| 年                           | 乗車                         | 降車                         | 発送                         | 到着                         | 出典                         |
| ---------------------------- | ---------------------------- | ---------------------------- | ---------------------------- | ---------------------------- | ---------------------------- |
| 1931年                       | 17,562人                     | 17,123人                     | -                            | -                            | [ 17 ]                       |
| 1934年                       | 15,238人                     | 15,335人                     | -                            | -                            | [ 18 ]                       |
| 1935年                       | 15,720人                     | 15,593人                     | -                            | -                            | [ 19 ]                       |
| 1936年                       | 17,391人                     | 17,050人                     | -                            | -                            | [ 20 ]                       |

## 駅周辺

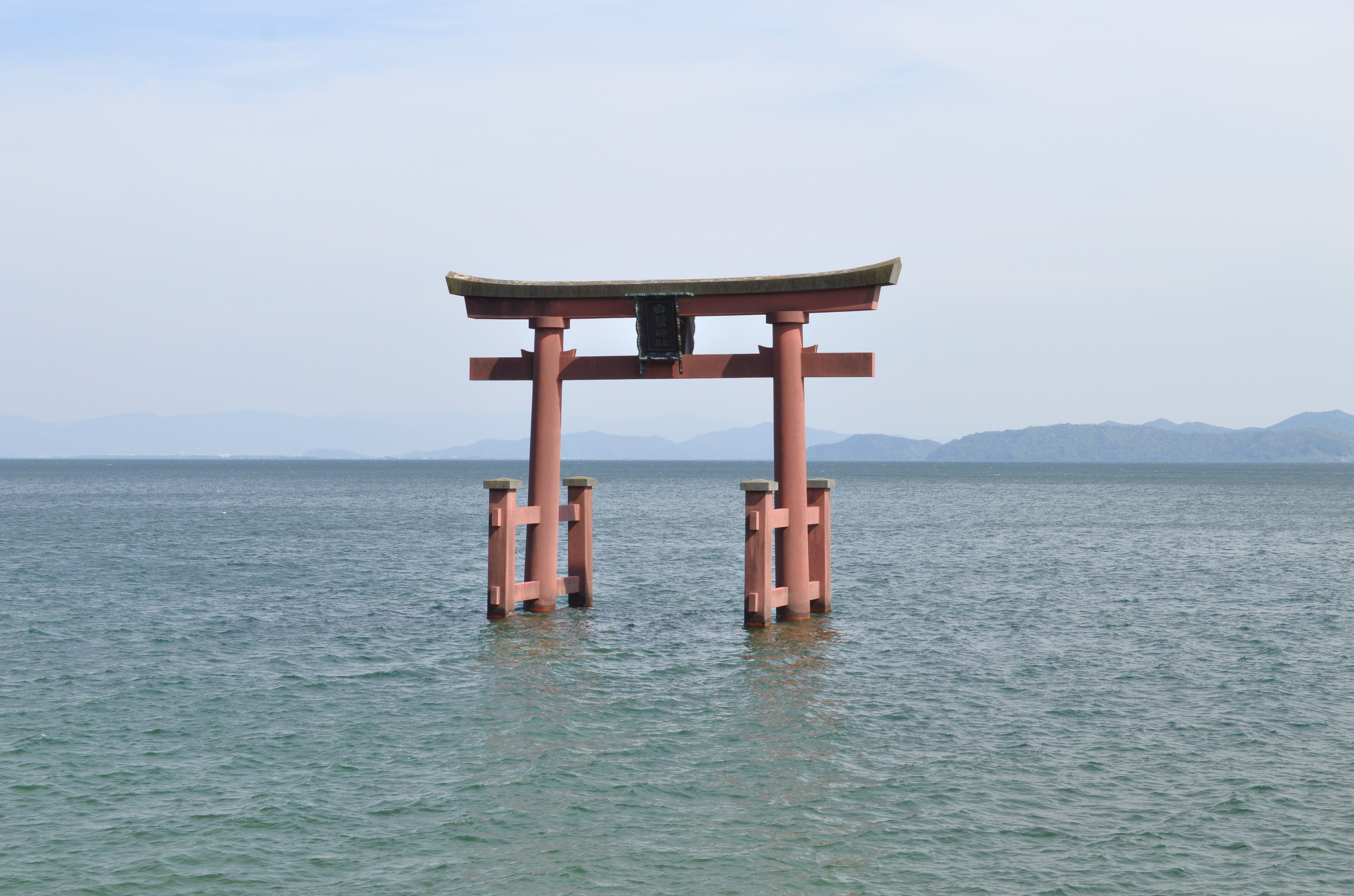
琵琶湖上に建つ白鬚神社の大鳥居（2014年5月）

琵琶湖に向かって山がせり出してきている地にあり、白鬚神社があるほかには江若鉄道の線路と国道が通じているのみであった。
駅のすぐ横には琵琶湖が広がり、駅北側の湖上には白鬚神社の大鳥居が造立されている。「近江の厳島」とも称される大鳥居と琵琶湖を背景に列車が湖のすぐそばを駆け抜けていく様子は、江若鉄道を代表する光景として親しまれた。
江若鉄道の線路跡は国道161号の拡幅用の土地や歩道に転用され、鉄道の遺構は残っていない。白鬚神社の前を通る国道が湖と山に挟まれた土地にもかかわらず充分広い道幅を持っているのは、線路跡が国道の拡幅に使われたためである。また、江若鉄道の廃線後に開通した湖西線は白鬚神社裏手の山をトンネル（高島トンネルを参照）にて抜けることとなったため、かつてのように湖上の鳥居を眺めながら列車が駆け抜けるという光景は見られなくなっている。

## 隣の駅
江若鉄道
江若鉄道線
北小松駅 - 白鬚駅 - （臨）白鬚浜駅 - 高島町駅